# جاده ئی۵۹۲ اروپا
جاده ئی۵۹۲ اروپا (به انگلیسی: European route E592) یکی از جاده‌های درجه ۲ قاره اروپا است.
این جاده که در کشور روسیه قرار دارد از شهر کراسنودار شروع شده و در شهر دژوبگا به پایان می‌رسد.